# Una semana (película de 1920)
Una semana  (original inglés: One Week ) es un cortometraje y comedia de 1920 protagonizada por Buster Keaton. Esta es la primera película realizada solo por Keaton; ya que con anterioridad Keaton había trabajado con Roscoe "Fatty" Arbuckle durante varios años. La película fue escrita y dirigida por Keaton y Edward F. Cline, y tiene una duración de 22 minutos. La otra protagonista es Sybil Seely. Aunque The High Sign fue filmada antes que Una semana, Keaton la consideraba un producto de menor calidad como para debutar con ella, por lo que estrenó The High Sign al año siguiente.
En 1995 el guitarrista Bill Frisell presentó una banda sonora para esta película, la que incluyó en su álbum The High Sign/One Week.

## Argumento

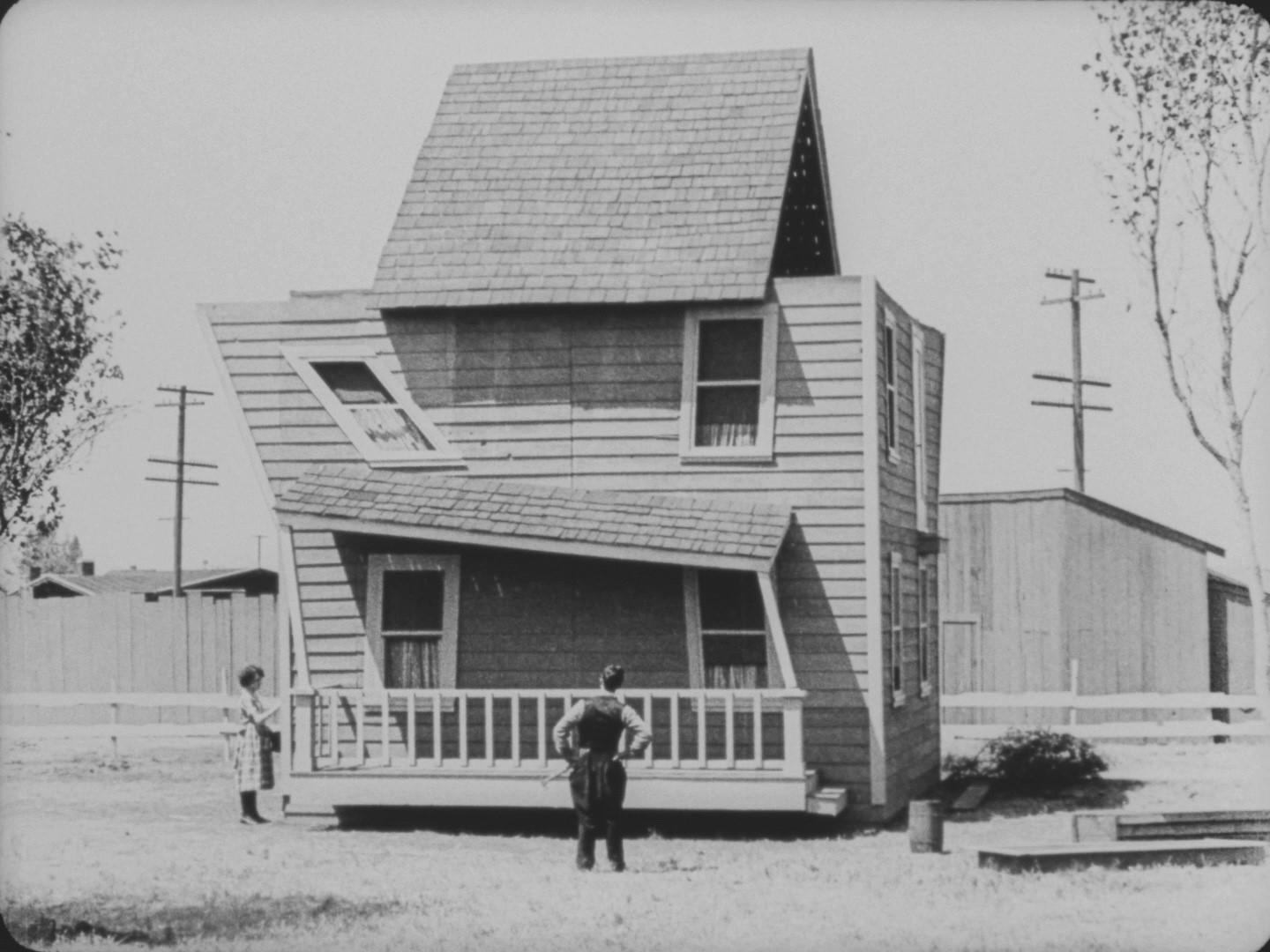
Keaton admira su casa "hágalo usted mismo".

La historia trata sobre una pareja de recién casados, Keaton y Seely, quienes reciben como regalo de boda una casa del tipo "Hágalo usted mismo". Supuestamente es posible construir la casa en "una semana". Un chófer celoso, pretendiente despechado de Seely, cambia de forma secreta los números de los distintos paquetes. La película relata las peripecias de Keaton al tratar de armar la casa según los planos erróneos. Como si esto no fuera suficiente, Keaton descubre que ha construido la casa en el terreno equivocado y debe desplazarla. La película alcanza su clímax cuando la casa se queda trabada en las vías del tren. Keaton y Seely intentan moverla para alejarla de un tren que viene hacia ella, el cual por suerte pasa por una vía paralela. Mientras la pareja respira aliviada, la casa es destruida por el impacto de otro tren que circulaba en la dirección opuesta. Keaton contempla la escena, coloca un cartel de "Se vende" sobre los destrozos, adjuntando el manual de instrucciones para el armado, y se va caminando junto con Seely.
La crítica del New York Times dijo, "One Week, una obra de Buster Keaton, es más graciosa que la mayoría de las comedias de cachetadas y trucos."

## Reparto
- Buster Keaton como el novio.
- Sybil Seely como la novia.
- Joe Roberts como el que empuja el piano.